# Argyrophylax franseni
Argyrophylax franseni là một loài ruồi trong họ Tachinidae.